# Joe R. Lansdale

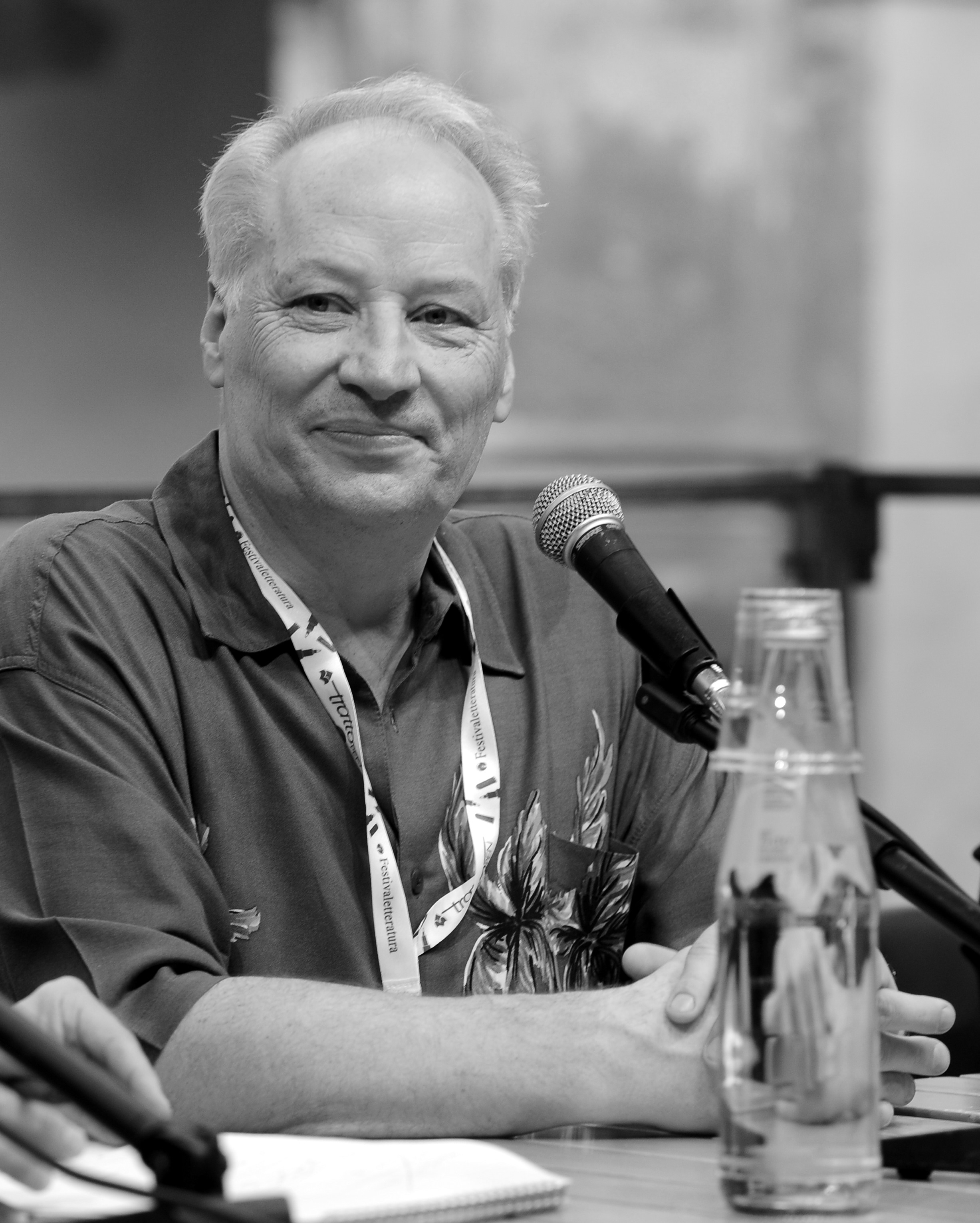
Joe R. Lansdale, 2012

Joe R. Lansdale (* 28. Oktober 1951 in Gladewater, Texas) ist ein US-amerikanischer Schriftsteller, der sich auf Kriminal-, Horror- und Science-Fiction-Romane sowie auf historische Romane konzentriert. Auf Grundlage seiner Werke entstanden u. a. die Filme Bubba Ho-Tep (2002) und Cold in July (2014).

## Auszeichnungen
Er wurde mit dem British Fantasy Award (1990 für die beste Kurzgeschichte On the Far Side of the Cadillac Desert with Dead Folks) und dem American Horror Award ausgezeichnet. Für The Bottoms (dt. Die Wälder am Fluss) erhielt er 2001 zwei Preise: Den Edgar Allan Poe Award in der Kategorie Bester Roman und den Herodotus Award in der Kategorie Bester historischer US-Erstlingsroman.
Weiterhin wurde er mit sieben Bram Stoker Awards ausgezeichnet:
- 1988 Bram Stoker Award/Best Short Fiction für „Night They Missed the Horror Show“
- 1989 Bram Stoker Award/Best Long Fiction für „On the Far Side of the Cadillac Desert With Dead Folks“
- 1991 Bram Stoker Award/Best Short Fiction für „Love Doll: A Fable“
- 1992 Bram Stoker Award/Best Long Fiction für „The Events Concerning a Nude Fold-Out Found in a Harlequin Romance“, gemeinsam mit „Alien: Tribes“ von Stephen R. Bissette.
- 1993 Bram Stoker Award/Best Alternative Forms für „Jonah Hex: Two-Gun Mojo“
- 1997 Bram Stoker Award/Best Long Fiction für „The Big Blow“
- 1999 Bram Stoker Award/Best Long Fiction für „Mad Dog Summer“

## Werke
Auswahl:

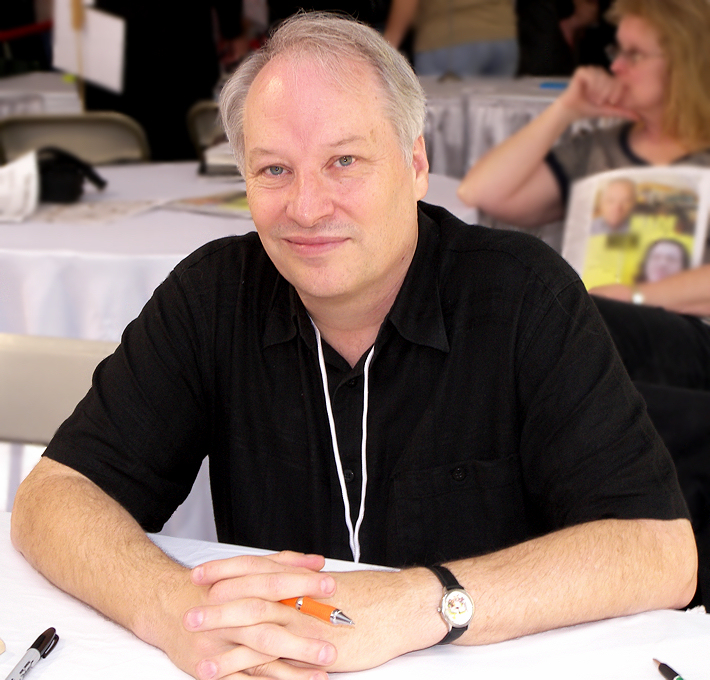
Joe R. Lansdale, 2007

- Akt der Liebe, Zebra Books 1981 (Act of Love, 2010, Heyne, ISBN 978-3-453-67586-5)
- Drive In (1997, Maas Verlag / Pulp Master), ISBN 978-3-929010-44-2
- Bubba Ho-Tep (1994, Novelle), wurde 2002 unter gleichem Namen verfilmt.
- Sturmwarnung (The Big Blow, 2005, Shayol), ISBN 978-3-926126-38-2
- Der Teufelskeiler (The Thicket, 2008, Shayol), ISBN 978-3-926126-84-9
- Der Gott der Klinge (The God of the Razor, 2008, Heyne), ISBN 978-3-453-67557-5
- Kahlschlag (Sunset and Sawdust, 2010, Golkonda), ISBN 978-3-942396-01-1
- Gauklersommer (Leather Maiden, 2011, Golkonda), ISBN 978-3-942396-09-7. Neuauflage als: Gluthitze (2013, Suhrkamp, Berlin), ISBN 978-3-518-46441-0.
- Die Wälder am Fluss (The Bottoms, 2011, Dumont), ISBN 978-3-8321-6152-1
- Ein feiner dunkler Riss (A Fine Dark Line, 2012, Golkonda), ISBN 978-3-942396-19-6
- Straße der Toten (Deadman’s Road, 2010. Deutsche Erstausgabe 2012, Golkonda-Verlag), ISBN 978-3-942396-56-1
- Blutiges Echo (Lost Echoes, 2007. Deutsche Erstausgabe 2013, Golkonda-Verlag), ISBN 978-3-942396-83-7
- Dunkle Gewässer (Edge of Dark Water, 2013, Tropen), ISBN 978-3-608-50131-5
- Das Dickicht (The Thicket, 2014, Tropen), ISBN 978-3-608-50135-3

Hap & Leonard-Romane
- Wilder Winter – 1. Band der „Hap & Leonard“-Krimireihe (2006, Shayol), ISBN 978-3-926126-60-3, (Neuauflage 2014 im Golkonda-Verlag)
- Texas Blues – 2. Band der „Hap & Leonard“-Krimireihe (Originalausgabe erschien unter dem Titel Mucho Mojo 1994. Deutsche Veröffentlichung 1996 im Rowohlt-Verlag, Neuauflage 2015 im Golkonda-Verlag, ISBN 978-3-944720-81-4),
- Mambo mit zwei Bären - 3. Band der „Hap & Leonard“-Krimireihe (Two-bear Mambo, 1995. Deutsche Veröffentlichung 1997 im-Rowohlt Verlag, Neuauflage 2016 unter dem Titel Bärenblues im Golkonda-Verlag, ISBN 978-3-946503-05-7),
- Schlechtes Chili – 4. Band der „Hap & Leonard“-Krimireihe (2012, Dumont), ISBN 978-3-8321-6183-5
- Rumble Tumble – 5. Band der „Hap & Leonard“-Krimireihe (2007, Shayol), ISBN 978-3-926126-68-9
- Machos und Macheten (Captains Outrageous) – 6. Band der „Hap & Leonard“-Krimireihe (2014, Golkonda-Verlag, deutsche Erstausgabe, ISBN 978-3-944720-20-3)
- Das Dixie-Desaster (Vanilla Ride) – 7. Band der „Hap & Leonard“-Krimireihe (2015, Golkonda-Verlag, deutsche Erstausgabe, ISBN 978-3-944720-65-4)
- Rote Rache (Devil Red) – 8. Band der  „Hap & Leonard“-Krimireihe (2016, Golkonda-Verlag, deutsche Erstausgabe, ISBN 978-3-944720-94-4)
- Krasse Killer (Honky Tonk Samurai) – 9. Band der  „Hap & Leonard“-Krimireihe (2017, Golkonda-Verlag, deutsche Erstausgabe, ISBN 978-3-946503-06-4)
- Hap und Leonard: Die Storys (Hap and Leonard) – Sammlung von Kurzgeschichten um Hap und Leonard (2018, Golkonda Verlag, deutsche Erstausgabe, ISBN 978-3-946503-26-2)
- Bissige Biester (Rusty Puppy) – 10. Band der  „Hap & Leonard“-Krimireihe (2018, Golkonda-Verlag, deutsche Erstausgabe, ISBN 978-3-946503-39-2)

Comics
- Tales from the Crypt (vol. 2) (2008), Papercutz, u. a. Zusammenarbeit mit dem Comiczeichner Chris Noeth